# Castellaneta
Castellaneta – miejscowość i gmina we Włoszech, w regionie Apulia, w prowincji Tarent.
Według danych na rok 2004 gminę zamieszkuje 17 428 osób, 72,9 osób/km².